# Cotunnita
La cotunnita és un mineral de la classe dels halurs. Rep el seu nom de Domenico Cotugno (1736-1822), professor d'anatomia de la Universitat de Nàpols.

## Característiques
La cotunnita és un halur de fórmula química PbCl₂. Cristal·litza en el sistema ortoròmbic. La seva duresa a l'escala de Mohs es troba entre 1,5 i 2.
Segons la classificació de Nickel-Strunz, la cotunnita pertany a «03.DC - Oxihalurs, hidroxihalurs i halurs amb doble enllaç, amb Pb (As,Sb,Bi), sense Cu» juntament amb els següents minerals: laurionita, paralaurionita, fiedlerita, penfieldita, laurelita, bismoclita, daubreeïta, matlockita, rorisita, zavaritskita, zhangpeishanita, nadorita, perita, aravaipaïta, calcioaravaipaïta, thorikosita, mereheadita, blixita, pinalita, symesita, ecdemita, heliofil·lita, mendipita, damaraïta, onoratoïta, pseudocotunnita i barstowita.

## Formació i jaciments
Va ser descoberta l'any 1825 al Vesuvi, a la província de Nàpols (Campània, Itàlia). Als territoris de parla catalana ha estat descrita a la mina Eugenia (Bellmunt del Priorat, Priorat).